# Bobby Bitch
Bobby Bitch – drugi singiel amerykańskiego rapera Bobby’ego Shmurdy. Piosenkę wyprodukował Dondre Dennis. Singiel został wydany do pobrania cyfrowego 30 września 2014 roku przez Epic Records i GS9. Oficjalny remiks zawiera gościnne wokale raperów Rowdy Rebel i Rich the Kid. Niektóre z wokali piosenki zostały z samplowane w utworze XXXTentacion „I Love It When They Run”.

## Teledysk
Oficjalny teledysk został przesłany na konto Vevo Shmurdy w piątek 7 listopada 2014 r.

## Pozycje na listach
| Lista (2014)                          | Pozycja |
| ------------------------------------- | ------- |
| Stany Zjednoczone (Hot 100)           | 92      |
| Stany Zjednoczone (R&B/Hip-Hop Songs) | 25      |